# Бочковский, Анатолий Иванович
Анатолий Иванович Бочковский (1927—2018) — советский  работник культуры. Директор Смоленского драматического театра имени А. С. Грибоедова (1975—1982). Заслуженный работник культуры РСФСР (1978).

## Биография
Родился 29 октября 1927 года в деревне Корытня Смоленского района Смоленской области.
С 1944 года в период Великой Отечественной войны, в возрасте семнадцати лет, А. И. Бочковский начал свою трудовую деятельность в должности — заведующего делопроизводством Смоленского районного военного комиссариата. С 1945 года был призван в ряды Военно-морского флота и после прохождения обучения на военных курсах был отправлен служить в дивизион катерных тральщиков 1-й бригады траления Таллинского морского оборонительного района Балтийского флота — матросом-радистом и комсомольским организатором дивизиона. В 1947 году был награждён Медалью «За победу над Германией в Великой Отечественной войне 1941—1945 гг.», в 1995 году Орденом Отечественной войны 2-й степени.
В 1951 году был демобилизован из рядов Советской армии. С 1951 по 1957 годы работал в должности заведующего методическим кабинетом Смоленского областного отдела культурной и просветительской работы. С 1957 по 1963 годы был руководителем Смоленской областной конторы по прокату кинофильмов. 
С 1963 по 1973 годы, в течение десяти лет, А. И. Бочковский работал в должности
— ответственного секретаря, а с 1973 по 1975 годы — заместителем председателя  Смоленской областной организации общесоюзного общества «Знание». С 1975 по 1982 годы, в течение семи лет, А. И. Бочковский работал —  директором Смоленского  драматического театра имени А. С. Грибоедова. С 1982 по 1991 годы  снова является руководителем Смоленской областной конторы по прокату кинофильмов.
Помимо основной деятельности А. И. Бочковский занимался и общественно-политической деятельностью, был членом Правления общесоюзного общества «Знание», членом Смоленского областного комитета профессионального союза работников культуры, избирался депутатом Смоленского городского исполнительного комитета Совета депутатов трудящихся.
8 февраля 1978 года Указом Президиума Верховного Совета РСФСР «За заслуги в области культуры» А. И. Бочковский было присвоено почётное звание — Заслуженный работник культуры РСФСР.  
Скончался 19 июля 2018 года в городе Смоленске, похоронен на кладбище в деревне Боровая Смоленского района.

## Награды
- Орден Отечественной войны II степени (15.04.1995[3])
- Орден «Знак Почёта» (08.08.1967[1])
- Медаль «За победу над Германией в Великой Отечественной войне 1941—1945 гг.» (9.05.1945[2])

### Звания
- Заслуженный работник культуры РСФСР (8.02.1978[4])